# Anthomyces primigenius
Anthomyces primigenius är en svampart som beskrevs av Grüss 1931. Anthomyces primigenius ingår i släktet Anthomyces och familjen Raveneliaceae.   Inga underarter finns listade i Catalogue of Life.